# Ion Dragulschi
Ion Dragulschi (15 de abril de 1950) es un deportista rumano que compitió en piragüismo en la modalidad de aguas tranquilas.
Ganó cuatro medallas en el Campeonato Mundial de Piragüismo entre los años 1973 y 1977. Participó en los Juegos Olímpicos de Múnich 1972, donde fue eliminado en las semifinales de la prueba de K1 1000 m.

## Palmarés internacional
| Campeonato Mundial | Campeonato Mundial    | Campeonato Mundial | Campeonato Mundial |
| Año                | Lugar                 | Medalla            | Competición        |
| ------------------ | --------------------- | ------------------ | ------------------ |
| 1973               | Tampere (Finlandia)   | Medalla de bronce  | K2 500 m           |
| 1973               | Tampere (Finlandia)   | Medalla de plata   | K2 1000 m          |
| 1975               | Belgrado (Yugoslavia) | Medalla de plata   | K1 4 × 500 m       |
| 1977               | Sofía (Bulgaria)      | Medalla de plata   | K4 500 m           |